# Hawker Sea Fury

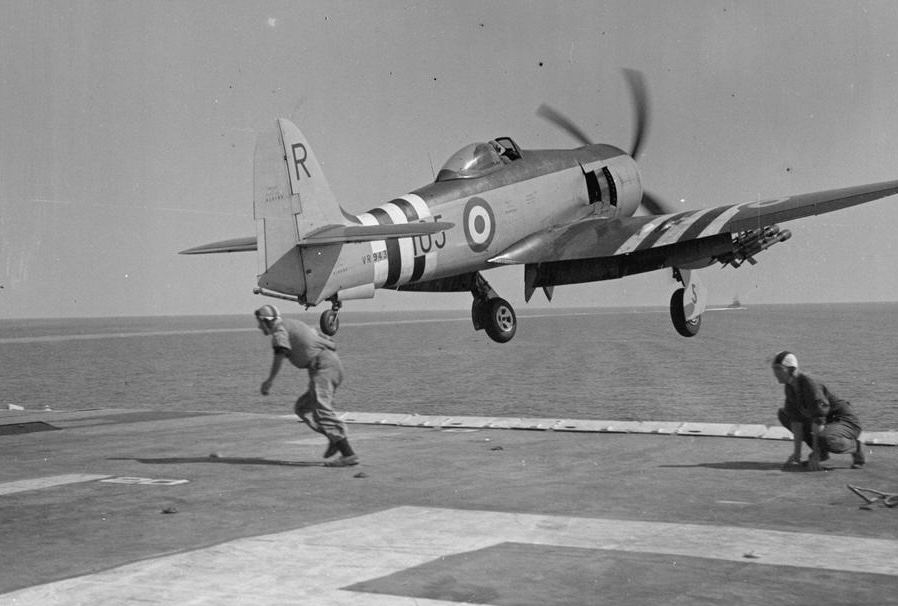
Decolarea unui avion Hawker Sea Fury de pe un portavion.

Hawker Sea Fury a fost un avion de vânătoare britanic dezvoltat de compania Hawker-Siddeley pentru Royal Navy în timpul celui de-al Doilea Război Mondial. A fost ultimul avion cu elice utilizat de Royal Navy și unul dintre cele mai rapide avioane cu motor cu piston construite vreodată.
Gândit inițial ca o variantă mai mică și mai ușoară a avionului Hawker Tempest, care să respecte specificația F.6/42, aparatul Hawker Sea Fury a fost dezvoltat pe baza specificațiilor comune F.2/43 și N.7/43 emise de Ministerul Aerului și Amiralitate. Compania Hawker trebuia sa dezvolte varianta cu baza pe uscat, iar firma Boulton Paul trebuia să transforme acest standard pentru operațiunile de pe portavioane.

## Construcție
Până în decembrie 1943 fuseseră comandate șase prototipuri: unul trebuia să fie propulsat de un motor cu piston cu cilindrii dispuși radial, tip Bristol Centaurus XII, două de unitatea Centaurus XXII și două de motorul cu piston cu cilindrii în V, tip Rolls-Royce Griffon, în timp ce al șaselea trebuia să fie un fuzelaj pentru testare.